# Äddebo göl
Äddebo göl är en sjö i Vaggeryds kommun i Småland och ingår i Lagans huvudavrinningsområde. Sjön är 4,7 meter djup, har en yta på 0,012 kvadratkilometer och befinner sig 194 meter över havet.